# Mike Murdock
Michael Dean Murdock (* 18. April 1946 in Lake Charles, Louisiana, Vereinigte Staaten) ist US-amerikanischer Unternehmer, Motivationstrainer, Buchautor und Fernsehprediger.
Jede Woche verfolgen mehr als 12.000 Menschen seine Vorträge live vor Ort sowie weitere fünf Millionen Menschen weltweit über seine Fernsehsendungen, welche in Deutschland unter anderem von God TV und Daystar Television übertragen werden.
Er ist verheiratet und hat zwei Kinder.

## Theologie
Mike Murdock wird von vielen als Vertreter eines Wohlstandsevangeliums gesehen: Gottes Wille sei es, dass Menschen in allen Bereichen ihres Lebens Erfolg haben. Auch wird Murdock als Anhänger der Wort-des-Glaubens-Bewegung genannt.
Er ist eng befreundet mit Benny Hinn, mit dem er auch öfters gemeinsame Auftritte sowohl im TV als auch auf Veranstaltungen durchführt.

## Werke (Auswahl)
- Mike Murdock: The Leadership Secrets of Jesus. Wisdom International, 1996, ISBN 978-1-56394-173-3, S. 198.
- Mike Murdock: Secrets of the Richest Man Who Ever Lived. 1. Auflage. Deborah Murdock Johnson, 1998, ISBN 978-1-56394-076-7, S. 179.
- Mike Murdock: The Uncommon Leader: 31 Keys for Unlocking Your Greatness. Wisdom International, 2007, ISBN 978-1-56394-154-2, S. 146.
- Mike Murdock: The Law of Recognition. Wisdom International, 2001, ISBN 978-1-56394-095-8, S. 247.